# Șona, Alba
Șona (în dialectul săsesc Schienen, Schinen, în germană Schönau - în trad. "Lunca frumoasă" -, Schönen, în maghiară Szászszépmező, Oláhmező, Oláhszépmező, Szépmező) este satul de reședință al comunei cu același nume din județul Alba, Transilvania, România. Localitatea se află la 10 km est de municipiul Blaj, pe malul stâng al Târnavei Mici.

## Istoric
Localitatea Șona a fost atestată documentar, pentru prima dată în anul 1313 cu denumirea Terra Scepmezeu.
Biserica veche, din secolul al XIII-lea, a fost situată la o distanță de circa 2 km de biserica actuală. În topografia săsească locul respectiv a fost denumit „Zur Mearteskirch” („La biserica lui Martin”). Pe acel teren au fost identificate ruinele bisericii vechi.

## Demografie
Populația comunei a evoluat de-a lungul timpului astfel:

## Monumente istorice
- Biserica evanghelică fortificată din Șona, monument din secolul al XVI-lea